# Abtei Fruttuaria

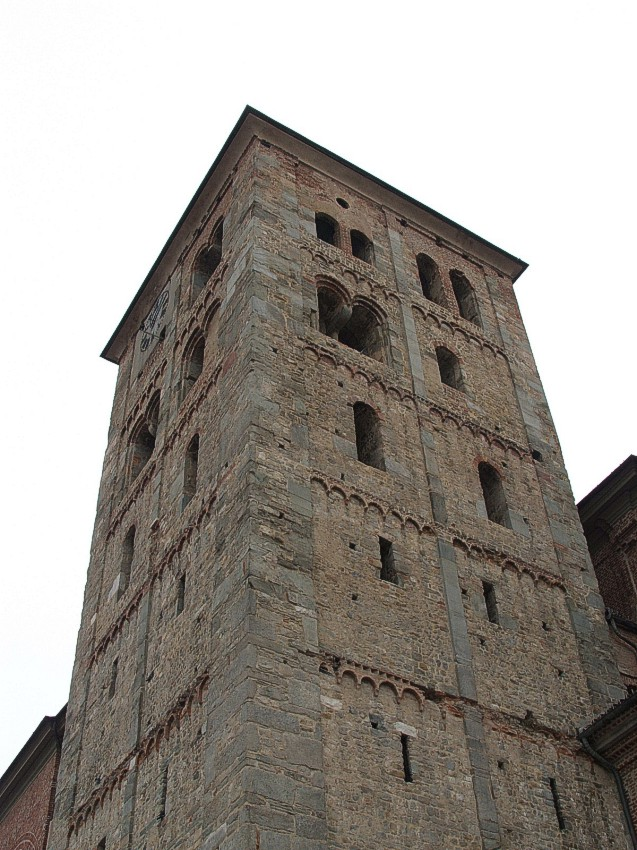
Glockenturm der Abtei Fruttuaria

Die Abtei Fruttuaria (lat. Abbatia Fructuariensis) ist ein ehemaliges bedeutendes Benediktinerkloster auf dem Gebiet der Gemeinde San Benigno Canavese etwa 20 km nördlich von Turin in Piemont, Italien.

## Geschichte
Das Kloster Fruttuaria wurde zu Beginn des 11. Jahrhunderts von dem cluniazensischen Mönch und Klosterreformer Wilhelm von Dijon (Wilhelm von Volpiano) unter Mithilfe von Angehörigen seiner Familie gegründet. Die Grundsteinlegung am 23. Februar 1003 fand in Anwesenheit von Ottobiano, Bischof von Ivrea, Arduin, Markgraf von Ivrea und König von Italien und seiner Ehefrau Berta statt. König Arduin gewährte der Klostergründung 1005 die Freiheiten Clunys – besonders die freie Abtswahl –, womit diese zum ersten Mal auf Reichsgebiet eingeführt wurden. Zum ersten Abt von Fruttuaria wählten die Mönche Wilhelms Schüler Johannes. Das Kloster selbst wurde 1006/1007 fertiggestellt. König Arduin zog sich nach seiner Niederlage gegen den Ottonen Heinrich II. als Mönch in das Kloster zurück und starb hier am 15. Dezember 1015 (oder am 14. Oktober 1014). Auf Bitten Wilhelms erhielt Fruttuaria nun von Kaiser Heinrich II. den Königsschutz. Zudem gelang es Wilhelm beim Papst die Exemtion Fruttuarias vom Bischof von Ivrea zu erwirken, zu dessen Sprengel Fruttuaria ursprünglich gehörte. Auch der Bischof von Langres bestätigte der Abtei auf Bitten des Klostergründers die Unabhängigkeit von seiner Jurisdiktion. 1027 unterstellte Papst Johannes XIX. das Kloster seiner direkten Aufsicht. Bei Wilhelms Tod im Jahr 1031 zählte die Abtei bereits 100 Mönche.
Die Abtei Fruttuaria folgte der Benediktinerregel nach der Ausdeutung und den Gewohnheiten von Cluny und vermittelte diesen Ordo Fructuariensis ab der zweiten Hälfte des 11. Jahrhunderts als Zentrum einer monastischen Reformbewegung weiter. Seit 1070 erreichte diese benediktinische Reformbewegung auch Deutschland: Durch Erzbischof Anno von Köln hielten die klösterlichen Gebräuche (Consuetudines) Fruttuarias im Jahr 1070 in die Abtei St. Michael in Siegburg Einzug, 1072 durch Kaiserin Agnes im Schwarzwaldkloster St. Blasien.
Seine größte Blütezeit hatte das Kloster Fruttuaria im 12. und 13. Jahrhundert, eine Zeit, in der die Äbte eigene Münzen prägten. 1265 besaß die Abtei 85 Kirchen alleine in Italien, zudem vier Gemeinden, die quattro terre abbaziali San Benigno Canavese, Montanaro, Lombardore und Foglizzo. Weitere Güter lagen in Frankreich und Österreich. Das Kloster wurde zu dieser Zeit von rund 1200 Mönchen bewohnt.
Im 14. Jahrhundert setzte der Niedergang ein, 1477 verloren die Mönche das Recht, ihren Abt selbst zu bestimmen. Ab jetzt wurde ein Abt in commendam ernannt sowie ein Vikar, der ihn repräsentierte als päpstliches Zugeständnis. 1585 löste Papst Sixtus V. die benediktinische Mönchsabtei auf und wandelte sie in ein Stift um. 
1710 ließ Herzog Viktor Amadeus II. von Savoyen die terre abbaziali besetzen. Die Besatzung endete 1741 gleichzeitig mit dem Verzicht des Papstes auf die territoriale Herrschaft. 1749 wurde Kardinal Carlo Vittorio Amedeo delle Lanze neuer Kommendatarabt von Fruttuaria. Er ließ 1770 die romanischen Reste von Kirche und Kloster abreißen, ließ lediglich den Campanile stehen, und nach Plänen von Bernardo Antonio Vittone und Mario Quarini eine neue Kirche im Stil des Spätbarock bauen. Zudem gründete er dort ein Seminar, das nach seinem Tod 1784 sein gesamtes Vermögen erbte.
1979 wurden durch Arbeiten zur Installation einer Heizungsanlage Mosaiken aus dem 11. Jahrhundert gefunden. Ausgrabungen brachten zudem die Fundamente der romanischen Kirche ans Tageslicht. Diese Arbeiten wurden im Mai 2004 abgeschlossen.